# Liberation (album Christiny Aguilery)
Liberation – ósmy album studyjny amerykańskiej wokalistki i autorki tekstów piosenek, Christiny Aguilery, który został wydany 15 czerwca 2018 roku nakładem wytwórni RCA Records. Stylistycznie czerpie z takich gatunków, jak R&B, hip-hop, soul i muzyka pop. Zawiera utwory nagrane z gościnnym udziałem Demi Lovato, Ty Dolla $igna, 2 Chainza, Keidy oraz Shenseey. Główny singel promujący album, „Accelerate”, ukazał się 3 maja 2018, promowany przez minimalistyczny teledysk. Jest to pierwsza płyta Aguilery wydana w przeciągu sześciu lat: poprzednia, Lotus, miała swoją premierę jesienią 2012 roku.
„Accelerate” został pozytywnie odebrany przez krytyków i dotarł do pierwszego miejsca w notowaniu Billboardu Hot Dance Club Songs. Album promowały jeszcze trzy utwory: „Fall in Line”, „Like I Do” oraz singel promocyjny „Twice”. Dwa pierwsze zyskały nominacje do nagrody Grammy. Sam album zdobył nominację do nagrody GAFFA–Prisen jako najlepsze wydawnictwo międzynarodowego artysty.

## Informacje o albumie

### Tło
Po wydaniu siódmego albumu studyjnego, Lotus (2012), Christina Aguilera postanowiła tymczasowo zawiesić karierę piosenkarki i gwiazdy telewizji; chciała bowiem skupić się na rodzinie i opracowywaniu nowej muzyki. W drugiej połowie kwietnia 2014 roku ogłosiła, że rozpoczęła prace nad ósmym wydawnictwem studyjnym. Pod koniec stycznia 2015 media donosiły, że wokalistka nagrywa album we współpracy z Pharrellem Williamsem i duetem Da Internz, jednocześnie wciąż szukając inspiracji i pomysłów na kolejne piosenki. Williams miał być współautorem lub współproducentem przynajmniej jednego utworu, który znajdzie się na płycie. Potencjalne brzmienie albumu określono jako wysmakowane; metaforycznie przyrównano je do kawioru. W wywiadzie dla serwisu extratv.com Aguilera zapewniała, że w prace nad krążkiem „wkłada całe swoje serce”; dodała, że kolejne piosenki będą bardzo emocjonalne, inspirowane jej doświadczeniami życiowymi. Jesienią 2015 roku spekulowano, jakoby zaangażowana w prace nad płytą została Linda Perry, autorka przebojowej ballady „Beautiful” (2002).
Aguilera wspominała o nadchodzącym krążku w lutym 2016: w programie telewizyjnym Entertainment Tonight wyznała, że pracuje nad nową muzyką „w pocie czoła”. Jednocześnie zasugerowała, że fani mogą spodziewać się premiery dwóch płyt; drugą miał być kolejny, po Mi Reflejo (2000), album hiszpańskojęzyczny. Artystka przyznała, że prace nad albumem trwają już od paru lat, ale ich natężenie przypadło na rok 2015 − to wtedy zaczęły odbywać się spotkania z producentami oraz konkretne sesje nagraniowe. Zaznaczyła, że nie chce rozmawiać na temat albumu dopóki nie będzie pewna, że nagrała „arcydzieło”. Wstępnie premierę krążka prognozowała jednak na ostatni kwartał 2016. Tego roku ukazały się dwa wydawnictwa singlowe − „Change” i „Telepathy”; nie były jednak częścią planowanego albumu.

### Realizacja i nagrywanie
Wstępne projekty, tworzone z myślą o ósmym albumie Aguilery, realizowane były już w 2014 roku − to wtedy artystka po raz pierwszy pojawiła się w studiu nagraniowym. W lutym 2017 Aguilera wyjawiła, że krążek jest „na wykończeniu” i „potrzebuje ostatnich szlifów”. W tym samym czasie kompozytorka Taylor Parks potwierdziła, że kolaboruje z Aguilerą; podała też, że innymi artystami współtworzącymi album są Kanye West, Da Internz (w skł. Marcos „Kosine” Palacios i Ernest „Tuo” Clark) oraz Jahron Brathwaite (pseud. PartyNextDoor). Ponad rok później dziennikarze magazynu Billboard uwierzytelnili te doniesienia: Aguilera spotkała się z Westem w studiu Shangri La, należącym do Ricka Rubina. Miało to miejsce parę miesięcy przed premierą albumu Westa, The Life of Pablo. W efekcie spotkania powstały piosenki „Accelerate” i „Maria”, wyprodukowane przez Westa.
We wrześniu 2017 roku Aguilera omawiała szczegóły współpracy z Andersonem Paakiem oraz Markiem Ronsonem, który w przeszłości napisał cztery utwory na jej album Back to Basics (2006). Przyznała, że nawiązała silną więź z Paakiem, którego ceni sobie jako tekściarza, rapera i wokalistę soulowego. W efekcie tej współpracy powstały nagrania „Sick of Sittin'” i „Like I Do”. Na albumie znalazł się też duet Aguilery z Demi Lovato − wybraną przez producentów dlatego, że potrafi umiejętnie podwyższać granicę rejestru piersiowego. Przy dwóch utworach pracowała Kirby Lauryen: była autorką i producentką ballady „Twice” oraz współautorką „Accelerate”. Julia Michaels brała udział w pracach nad piosenkami „Right Moves” i „Deserve” (jako autorka). Fragmenty pierwszej z nich napisał autor tekstów Justin Tranter. Producent hip-hopowy Che Pope odpowiada za brzmienie czterech nagrań: „Accelerate”, „Maria”, „Right Moves” oraz „Pipe”.
Na albumie znalazły się kompozycje z pogranicza R&B, hip-hopu, muzyki pop oraz soulu. W rozmowie z tygodnikiem Billboard Aguilera powiedziała: „Koniec końców, jestem wokalistką soulową. Gdy odbierzecie mi status gwiazdy popu i wszystko, co robiłam przez lata kariery, właśnie w soulu tkwi moje powołanie, nim jest przepełnione moje serce. To ten gatunek mnie inspiruje.” W sierpniu 2018 wyznała, że powstało przynajmniej kilka utworów, które, choć nagrane na Liberation, zostały odrzucone z albumu. Jednym z takich nagrań była „Lolita”, której demo wyciekło do sieci w lutym 2021 roku.

### Kompozycja i utwory
Według krytyka muzycznego, Jona Parelesa, na albumie Liberation Aguilera porusza się wokół takich tematów, jak trauma, żądza, obsesja, odporność emocjonalna oraz długotrwała miłość. Ben Devlin zauważył, że motywem spajającym kolejne piosenki jest odkrywanie siebie, a Bobby Olivier pisał o feminizmie oraz wolności (od osądu innych ludzi).
Album inauguruje kompozycja tytułowa, której autorem jest Nicholas Britell. Słyszymy głosy śmiejących się dzieci, a melodia ma charakter kinematograficzny i zostaje zagrana na fortepianie. Jest to instrumentalne preludium o długości nieprzekraczającej dwóch minut, podkreślające istotę wolności i bycia sobą. 25-sekundowy przerywnik, „Searching for Maria”, zaaranżowany został a cappella i odwołuje się do szlagieru autorstwa Richarda Rodgersa oraz Oscara Hammersteina II, pochodzącego z musicalu Dźwięki muzyki. Aguilera śpiewa: „W jaki sposób rozwiązać taki problem, jak Maria? Jak złapać chmurę i ją okiełznać?” Nagranie łączy się z pierwszą właściwą piosenką, o tytule „Maria”. To ballada hip-hopowa, o teatralno-musicalowej formie, odwołująca się do starych przebojów spod bandery Motown Records. Wykorzystano w niej sample z utworu Michaela Jacksona „Maria (You Were the Only One)”.
„Sick of Sittin'” to utwór o rockowo-funkowym brzmieniu, a także ostrym, zgryźliwym tekście. Zainspirowany został twórczością Janis Joplin, traktuje o poszukiwaniu siebie i skierowany został do osób, które borykają się ze stagnacją, czują się ograniczane w swym środowisku. Zdaniem Aguilery piosenka dotyczy „integralności duszy oraz celu istnienia”. „Dreamers” to interludium zrealizowane w konwencji mówionej („spoken word”). Słychać w nim grupę dziewcząt, które deklarują: „chcę zostać prezydentem”, „chcę zostać usłyszana”.
„Right Moves” inspirowany jest linią melodyjną gatunków reggae i dancehall. Utwór rozpoczynają się od słów wypowiadanych przez mężczyznę, lecz później, w feministycznym geście, wykonują go trzy artystki (Aguilera, Keida, Shenseea). W minimalistycznym utworze popowym „Deserve” Aguilera śpiewa: „Czasem nie wydaje mi się, że na ciebie zasługuję; więc mówię popieprzone rzeczy, tylko po to, by cię zranić”. Tekst dotyczy burzliwego związku uczuciowego, a brzmienie piosenki jest „senne”, silnie syntezatorowe.
Przerywnik „I Don't Need It Anymore (Interlude)” inspirowany jest muzyką gospel.

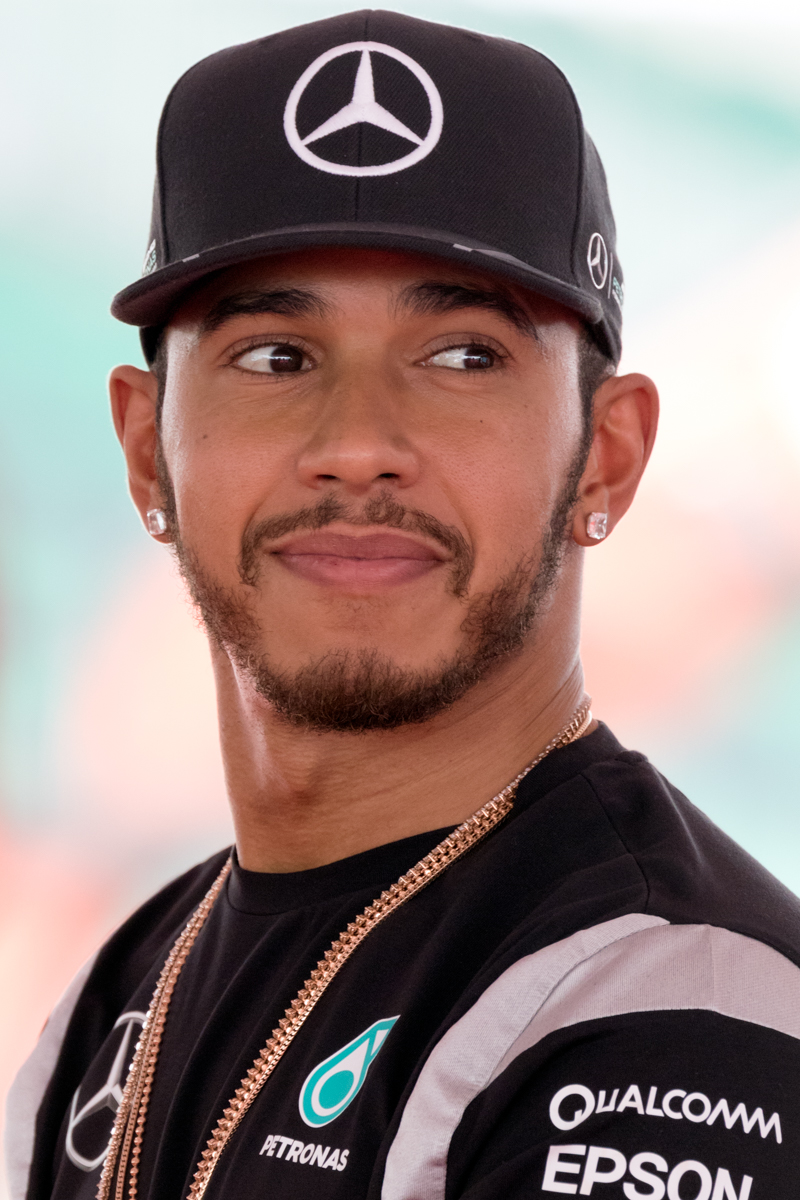
Kierowca wyścigowy Lewis Hamilton brał udział w nagrywaniu piosenki „Pipe”.

Utwór trzynasty, „Pipe”, nagrany został we współpracy z raperem o pseudonimie XNDA. Według doniesień medialnych artysta to w istocie Lewis Hamilton − mistrz świata Formuły 1, debiutujący w roli muzyka − choć sam Hamilton przez wiele miesięcy nie potwierdzał tych spekulacji. Zrobił to dopiero 29 lipca 2020 roku, za pośrednictwem Instagram Stories. Hip-hopowa piosenka, wyróżniająca się beatem w stylu muzyki trap i boom-bapową produkcją, ma silnie seksualny podtekst i przez dziennikarza Lucasa Villę uznana została za „pościelowy przebój”. Kolejna kompozycja, „Masochist”, stanowi opis stanu emocjonalnego wokalistki. Aguilera śpiewa o mężczyźnie, który ją fascynuje, choć on sam zdaje się nie odwzajemniać jej uczuć. Podmiot liryczny uważa się za masochistę: „miłość do ciebie jest dla mnie zła, ale nie umiem odejść”. Utwór czerpie z synthpopu i muzyki lat osiemdziesiątych. Album kończy „Unless It's with You” − ballada miłosna, opracowana na akompaniament fortepianowy.

## Wydanie i promocja
3 maja 2018 roku ujawniono tracklistę albumu oraz datę jego ogólnoświatowej premiery. Przypadła ona na 15 czerwca 2018 roku. Tego dnia wydawnictwo ukazało się między innymi na rynku północnoamerykańskim, brytyjskim i polskim. Dwa tygodnie później, 27 czerwca, specjalną edycję płyty opublikowano na terenie Japonii. 28 września album wydano na gramofonowym longplayu.
Promocja medialna Liberation ruszyła wiosną 2018 roku. 28 kwietnia Aguilera dała koncert w Crystal Hall, w Baku, z okazji Grand Prix Azerbejdżanu. Podczas występu zaprezentowany został materiał wideo, zwiastujący tytuł albumu. W klipie padły słowa, wypowiadane przez artystkę: „To czas naszego wyzwolenia. Bądźmy jednością, wyzwoloną nacją.” 31 maja w Los Angeles odbył się listening party, organizowany przez Pandorę, na którym zgromadzeni dziennikarze i fani Aguilery mogli posłuchać kolejnych piosenek z albumu (wówczas czekającego na premierę). Na spotkaniu obecna była sama artystka, która opowiadała o poszczególnych utworach, a także częściowo wykonała „Accelerate” na żywo. Z tym samym nagraniem wystąpiła na manifestacji LGBT LA Pride 10 czerwca 2018 roku. Piosenkę „Fall in Line” zaśpiewała w odcinku programu Carpool Karaoke (16 maja 2018), na gali rozdania nagród Billboard Music Awards (20 maja), w programie telewizji NBC The Tonight Show Starring Jimmy Fallon (14 czerwca) oraz na scenie The Today Show (15 czerwca).

### Osiągnięcia na listach przebojów
W amerykańskim notowaniu Billboard 200 album zadebiutował na pozycji szóstej, w pierwszym tygodniu od premiery sprzedając się w nakładzie sześćdziesięciu ośmiu tysięcy kopii. Został siódmym longplayem Aguilery, który uplasował się w Top 10 tej listy. Płyta zajęła też miejsce trzecie zestawienia Top Album Sales, badającego sprzedaż wydawnictw w formacie fizycznym oraz cyfrowym, a jej sukces sprawił, że 30 czerwca 2018 roku nazwisko Aguilery uplasowało się w rankingu Billboardu Artist 100, na pozycji ósmej. Na oficjalnej liście najpopularniejszych albumów w Kanadzie Liberation zajął miejsce #5, stając się tym samym piątym krążkiem Aguilery, który dotarł do Top 5 tego notowania.
Album debiutował z pozycji pierwszej na hiszpańskiej liście przebojów wydawniczych, a w Portugalii zadebiutował na miejscu siódmym (wyżej niż nowe albumy ABBY i Mike'a Shinody). W Tajwanie album utrzymał swoją obecność na miejscu pierwszym przez dwa tygodnie. Sukcesem okazała się premiera Liberation w Szwajcarii. W notowaniu Alben Top 100, wydawanym przez Schweizer Hitparade, płyta pojawiła się na pozycji trzeciej jako siódmy z kolei album Aguilery, który dotarł do Top 10. Krążek okupował listę Hitparade łącznie przez siedem tygodni: opuścił ją 5 sierpnia 2018 roku. W Niemczech album zajął miejsce czwarte, a w Austrii − dziewiąte. W Hongkongu wszedł na dwie listy: rejestrującą wydawnictwa międzynarodowe (gdzie objął pozycję szczytową) oraz ogólną (gdzie dotarł do miejsca #3). W Korei Południowej zdobył pierwsze miejsce zestawienia International Albums, wydawanego przez Gaon Chart.
Do 28 czerwca na całym świecie wyprzedano 110 tysięcy kopii Liberation, a w 2020 roku sprzedaż szacowano na 275−350 tys.

### The Liberation Tour

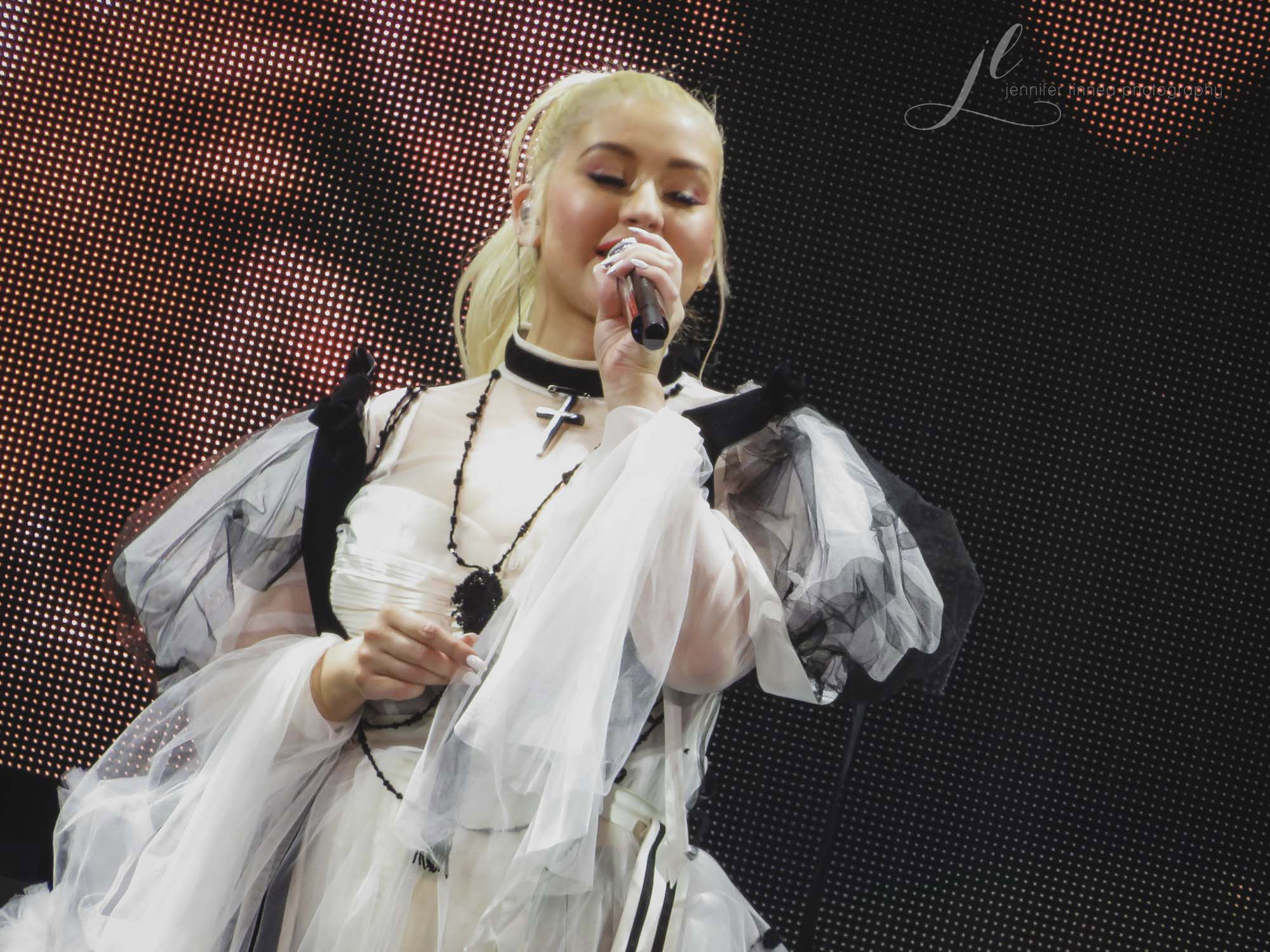
Aguilera wykonująca balladę „Unless It's with You” podczas trasy The Liberation Tour.

Wiosną 2018 roku zapowiedziano, że Aguilera wyruszy w trasę koncertową The Liberation Tour. 9 maja ogłoszone zostały daty poszczególnych koncertów; zapowiedziano, że obejmą one Amerykę Północną i rozpoczną się 25 września. 14 maja wyjawiono, że podczas wybranych występów Aguilera będzie supportowana przez Big Boia, byłego członka duetu Outkast. W grudniu 2018 magazyn Billboard okrzyknął The Liberation Tour jako jedną z najlepszych tras koncertowych roku.

## Odbiór

### Recenzje
Krytycy muzyczni ocenili Liberation pozytywnie. Agregator recenzji Metacritic przyznał płycie 71 punktów na 100 możliwych. 13 maja 2018 roku, na dwa dni przed premierą albumu, recenzję wydawnictwa zamieszczono w amerykańskim dzienniku Newsday. W omówieniu pisano: „Aguilera śpiewa nienagannie i odnajduje się w każdym narzuconym sobie stylu”, a jako ocenę końcową przyznano płycie . Ilana Kaplan (The Independent) twierdziła, że Liberation to album, którego głównymi tematami są zaradność, niezależność i kobieca siła. Kaplan uznała płytę za „symfoniczną, pełną dramatu” − „taką, na jaką liczyli najbardziej zagorzali fani Aguilery”. Chwaliła szczerość i autentyzm Aguilery, „kinematograficzną” produkcję utworów „Accelerate” i „Maria”, a także ballady, dzięki którym udało się artystce „zabłysnąć” („Unless It's with You”, „Twice”). Nagrania „Pipe” i „Right Moves” kwitowała jednak jako monotonne. W magazynie Los Angeles Times zanotowano, że produkcja albumu jest bardzo współczesna, a muzyka kładzie duży nacisk na wokalach Aguilery, które „odseparowują ją od wielu młodszych gwiazd”. Według Kish Lal, współpracującej z czasopismem The Sydney Morning Herald, główną atrakcją płyty są featuringi: „Fall in Line”, „Like I Do” i „Accelerate”. Lal pisała: „Christina Aguilera czuje się silniejsza niż kiedykolwiek wcześniej, a jej tytułowe wyzwolenie sprawia, że jest Liberation perfekcyjnym krążkiem popowym.”
Jon Pareles (The New York Times) wnioskował, że „ekstrawaganckie zakosy wokalne” Aguilery umiejętnie łączą się z „namiętnymi emocjami”, którymi przepełnione są kolejne utwory. Zdaniem Parelesa, siłą albumu są jego „uwodzicielskie kawałki”, ale na pełną uwagę zasługują piosenki o melancholijnym tonie („Twice”, „Maria”, „Deserve”, „Masochist”). Liberation znalazł się w sekcji Critics' Picks, na łamach której dziennikarze New York Times omawiają najlepsze wydawnictwa muzyczne.
Dylan Nguyen, redaktor portalu BuzzFeed, porównał Liberation do albumu Stripped (2002), chwaląc płytę za osobiste brzmienie, technikę wokalną Aguilery oraz „wspaniałe” tekściarstwo.

### Późniejsze opinie
Album spotkał się z pozytywnym odbiorem nie tylko wśród dziennikarzy, ale też fanów muzyki i internautów. Pod koniec czerwca 2018 zajął pierwsze miejsce w notowaniu najlepiej ocenianych longplayów w serwisie Metacritic (użytkownicy przyznali płycie ocenę 9,1/10). W lipcu 2018 serwisy Cosmopolitan.com oraz Gulf News okrzyknęły Liberation jako jeden z najlepszych albumów pierwszej połowy roku. Pod koniec roku portal Ranker sporządził ranking najlepszych albumów popowych ostatnich miesięcy; Liberation zajął w nim pierwsze miejsce. Zdaniem dziennikarzy współpracujących ze stroną PopCrush.com było to jedno z dwudziestu najlepszych wydawnictw muzycznych roku. W podobnym zestawieniu uwzględniły album czasopismo Rolling Stone oraz serwisy Idolator, Buzznet, popheart.pl i Pop Hates Flops.
W końcoworocznym głosowaniu, zorganizowanym przez serwis NPR.org (National Public Radio), Liberation wyłoniony został jako czternasty najlepszy album 2018 roku. „Unless It's with You” − balladę zamykającą album − magazyn Rolling Stone wymienił w notowaniu pięćdziesięciu najlepszych piosenek roku (na miejscu 23.). W skali całego 2018 roku Liberation był drugim najwyżej ocenianym przez krytyków Rolling Stone albumem R&B (pozycję pierwszą zajął Dirty Computer Janelle Monáe). Serwis Album of the Year uznał ósmy album studyjny Aguilery za jedno z dwudziestu pięciu najlepszych wydawnictw soulowych 2018.
Według Zuzanny Janickiej (The-Rockferry) wydanie Liberation było jednym z najbardziej pamiętnych momentów w karierze Aguilery. W rankingu portalu BuzzFeed z czerwca 2020 Liberation został wskazany jako trzeci najlepszy album R&B roku 2018.

## Spuścizna
George Clinton, utytułowany artysta funkowy oraz członek Rock and Roll Hall of Fame, zachwalał jeden z zawartych na albumie utworów, „Sick of Sittin'”. Uznał piosenkę za imponującą od strony produkcyjno-instrumentalnej, przypominającą muzykę zespołu Funkadelic. Ballada hip-hopowa „Maria” zainspirowała kształt albumu studyjnego Alicii Keys Alicia (2020).

## Nagrody i wyróżnienia
W październiku 2018 roku album uzyskał prenominację do nagrody Grammy w kategorii najlepszy album wokalny − muzyka pop. Ostatecznie nominowany był do tego lauru w dwóch innych kategoriach: najlepszy występ pop duetu lub grupy (za „Fall in Line”) oraz najlepszy występ z piosenką rapowaną/śpiewaną („Like I Do”).
| Rok  | Ceremonia           | Nagroda                                  | Rezultat  |
| ---- | ------------------- | ---------------------------------------- | --------- |
| 2018 | Luvpop Awards       | album roku − świat                       | Nominacja |
| 2019 | GAFFA–Prisen Awards | najlepszy album międzynarodowego artysty | Nominacja |

## Lista utworów
| Nr  | Tytuł utworu                                       | Autor | Producent                                                                                   | Długość |
| --- | -------------------------------------------------- | --- | ------------------------------------------------------------------------------------------- | ------- |
| 1.  | „Liberation”                                       | Nicholas Britell | Nicholas Britell                                                                            | 1:47    |
| 2.  | „Searching for Maria”                              | Richard Rodgers, Oscar Hammerstein II | −                                                                                           | 0:25    |
| 3.  | „Maria”                                            | Christina Aguilera, Kanye West, Ross Birchard, Ilsey Juber, Jahron Brathwaite, Tayla Parx, Che Pope, Noah Goldstein, Lawrence Brown, Linda Glover, Horgay Gordy, Allen Story | Kanye West, Che Pope, Hudson Mohawke ‡, Noah Goldstein ‡                                    | 4:34    |
| 4.  | „Sick of Sittin'”                                  | Aguilera, Brandon P. Anderson, Melvin Henderson, Whitney Phillips, Janne Schaffer                                                                                            | Anderson .Paak, Mell Beats                                                                  | 4:00    |
| 5.  | „Dreamers”                                         | − | −                                                                                           | 0:36    |
| 6.  | „Fall in Line” (featuring Demi Lovato)”            | Aguilera, Audra Mae, Jonathan Bellion, Jonathan „Jonny” Simpson, Mark Williams, Raul Cubina                                                                                  | Jon Bellion, Mark Williams ‡, Raul Cubina ‡                                                 | 4:06    |
| 7.  | „Right Moves” (featuring Keida & Shenseea)”        | Aguilera, Marcos „Kosine” Palacios, Bryan „Composer” Nelson, Julia Michaels, Justin Tranter, Parx, Makeida Beckford, Chinsea Lee                                             | Bryan „Composer” Nelson, Marcos „Kosine” Palacio, Pope ‡                                    | 3:48    |
| 8.  | „Like I Do” (featuring GoldLink)”                  | Aguilera, Jonathan Park, D'Anthony Carlos, Sang Hyeon Lee, Parx, Anderson, Phillips                                                                                          | Anderson .Paak, BRLLNT ‡, Dumbfoundead ‡                                                    | 4:49    |
| 9.  | „Deserve”                                          | Uzoechi Emenike, Michaels | MNEK                                                                                        | 4:23    |
| 10. | „Twice”                                            | Kirby Lauryen | Kirby Lauryen, Sandy Chila ‡                                                                | 4:02    |
| 11. | „I Don't Need It Anymore (Interlude)”              | Aguilera | Christina Aguilera                                                                          | 0:54    |
| 12. | „Accelerate” (featuring Ty Dolla $ign & 2 Chainz)” | Aguilera, West, Mike Dean, Pope, Ernest Brown, Carlton Mays, Jr., Badrilla Bourelly, Juber, Parx, Tyrone Griffin, Jr., Tauheed Epps, Lauryen, Ronald Brown                   | West, Mike Dean, Pope, Charlie Heat ‡, Honorable C.N.O.T.E. ‡, Eric Danchick ‡, Goldstein ‡ | 4:03    |
| 13. | „Pipe” (featuring XNDA)”                           | Aguilera, Kai Wright, Sean Seaton, Pope, Rene Hill, Lewis Hamilton | Sango, Neenyo, Pope                                                                         | 4:05    |
| 14. | „Masochist”                                        | Aguilera, Tim Anderson, Darhyl „DJ” Camper Jr., Juber | Darhyl „DJ” Camper Jr., Tim Anderson                                                        | 3:30    |
| 15. | „Unless It's with You”                             | Aguilera, Eric Frederic, John Theodore Geiger II, Kaj Hassle, Gamal Lewis, Thomas Peyton                                                                                     | Ricky Reed                                                                                  | 4:17    |
|     |                                                    | |                                                                                             | 49:19   |

Uwagi
- ‡ — koproducent/współproducent

## Pozycje na listach przebojów

### Notowania tygodniowe
| Kraj/region              | Notowanie (2018)            | Wydawca                         | Najwyższa pozycja |
| ------------------------ | --------------------------- | ------------------------------- | ----------------- |
| Australia                | Top 50 Digital Albums       | ARIA Charts                     | 5                 |
| Australia                | Top 100 Albums              | ARIA Charts                     | 9                 |
| Australia                | Top 100 Physical Albums     | ARIA Charts                     | 6                 |
| Australia                | Victorian Albums (Wiktoria) | ARIA Charts                     | 5                 |
| Austria                  | Top 75 Albums               | Ö3 Austria Top 40               | 9                 |
| Belgia (Flandria)        | Top 200 Albums              | Ultratop                        | 13                |
| Belgia (Region Waloński) | Top 200 Albums              | Ultratop                        | 16                |
| Chorwacja                | Top 40 Albums               | HDU                             | 5                 |
| Czechy                   | Top 100 Albums              | ČNS IFPI                        | 23                |
| Francja                  | Top 200 Albums              | SNEP                            | 47                |
| Francja                  | Top 200 Digital Albums      | SNEP                            | 3                 |
| Grecja                   | Top 75 Albums               | IFPI Greece/ΕΕΠΗ                | 22                |
| Hiszpania                | Top 100 Albums              | PROMUSICAE                      | 1                 |
| Holandia                 | Top 100 Albums              | MegaCharts                      | 11                |
| Hongkong                 | International Albums        | IFPI                            | 1                 |
| Hongkong                 | Official Albums Chart       | IFPI                            | 3                 |
| Irlandia                 | Top 100 Albums              | IRMA                            | 28                |
| Japonia                  | Japan Hot Albums            | Billboard/Hanshin Contents Link | 48                |
| Kanada                   | Canadian Albums Chart       | Jam! Canoe/Billboard            | 5                 |
| Korea Południowa         | International Albums        | Gaon Chart                      | 1                 |
| Korea Południowa         | Top 100 Albums              | Gaon Chart                      | 60                |
| Niemcy                   | Top 100 Albums              | Media Control Charts            | 4                 |
| Nowa Zelandia            | Top 40 Albums               | Recorded Music NZ               | 23                |
| Polska                   | Top 50 Albums               | OLiS                            | 24                |
| Portugalia               | Top 50 Albums               | AFP                             | 7                 |
| Rosja                    | Official Albums Chart       | Tophit                          | 1                 |
| Słowacja                 | Top 100 Albums              | ČNS IFPI                        | 24                |
| Stany Zjednoczone        | Billboard 200               | Billboard                       | 6                 |
| Stany Zjednoczone        | Top Album Sales             | Billboard                       | 3                 |
| Szkocja                  | Top 100 Albums              | OCC                             | 16                |
| Szwajcaria               | Top 100 Albums              | Schweizer Hitparade             | 3                 |
| Szwecja                  | Top 60 Albums               | Sverigetopplistan               | 41                |
| Świat                    | Worldwide Albums Chart      | Media Traffic                   | 5                 |
| Tajwan                   | Official Albums Chart       | RIT/Five Music                  | 1                 |
| Węgry                    | Top 40 Albums               | MAHASZ                          | 19                |
| Wielka Brytania          | UK Albums Chart             | OCC                             | 17                |
| Wielka Brytania          | UK Album Downloads Chart    | OCC                             | 7                 |
| Włochy                   | Top 100 Albums              | FIMI                            | 12                |

### Listy końcoworoczne
| Kraj              | Notowanie (2018)        | Wydawca   | Pozycja |
| ----------------- | ----------------------- | --------- | ------- |
| Stany Zjednoczone | Top Current Album Sales | Billboard | 112     |

### Certyfikaty
| Kraj     | Wydawca           | Certyfikat |
| -------- | ----------------- | ---------- |
| Brazylia | Pro-Música Brasil | złoto      |
| Rosja    | Tophit/2M         | złoto      |

## Historia wydania
| Region            | Data             | Format               | Wytwórnia                | Informacje dodatkowe | Źródło               |
| ----------------- | ---------------- | -------------------- | ------------------------ | -------------------- | -------------------- |
| Polska            | 15 czerwca 2018  | CD, digital download | Sony Music Entertainment | —                    | [ 158 ] [ 159 ]      |
| Świat             | 15 czerwca 2018  | CD, digital download | RCA Records              | —                    | [ 53 ] [ 54 ] [ 55 ] |
| Japonia           | 27 czerwca 2018  | CD, digital download | RCA Records              | edycja japońska      | [ 57 ] [ 58 ]        |
| Stany Zjednoczone | 28 września 2018 | LP                   | RCA Records              | —                    | [ 59 ]               |